# Andreas Reichlin von Meldegg

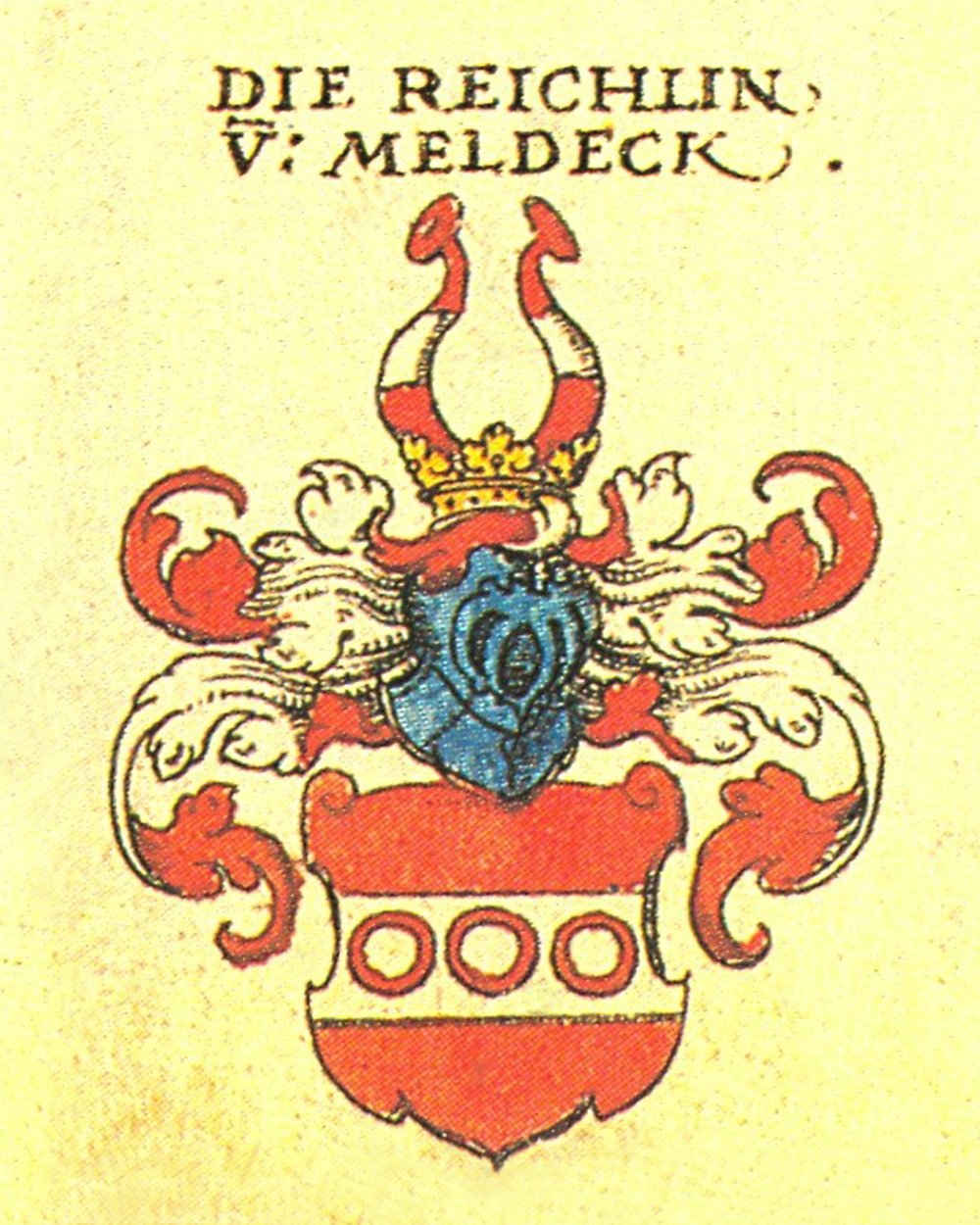
Wappen der Familie

Andreas Reichlin von Meldegg, auch Andreas Reichlin der Ältere oder Andreas von Überlingen (* um 1402; † 27. Juli 1477 im Kloster Salem), war ein Konstanzer Patrizier, der am Bodensee als Arzt und Apotheker arbeitete.

## Leben
Nach seinem Studium 1416 in Heidelberg und 1423 in Padua arbeitete Andreas Reichlin 1433 als physicus juratus (Amtsarzt bzw. Stadtphysicus) in Konstanz, als Konzilsarzt beim Konzil von Basel und als Leibarzt des Kaisers Friedrich III. und des Papstes Pius II.

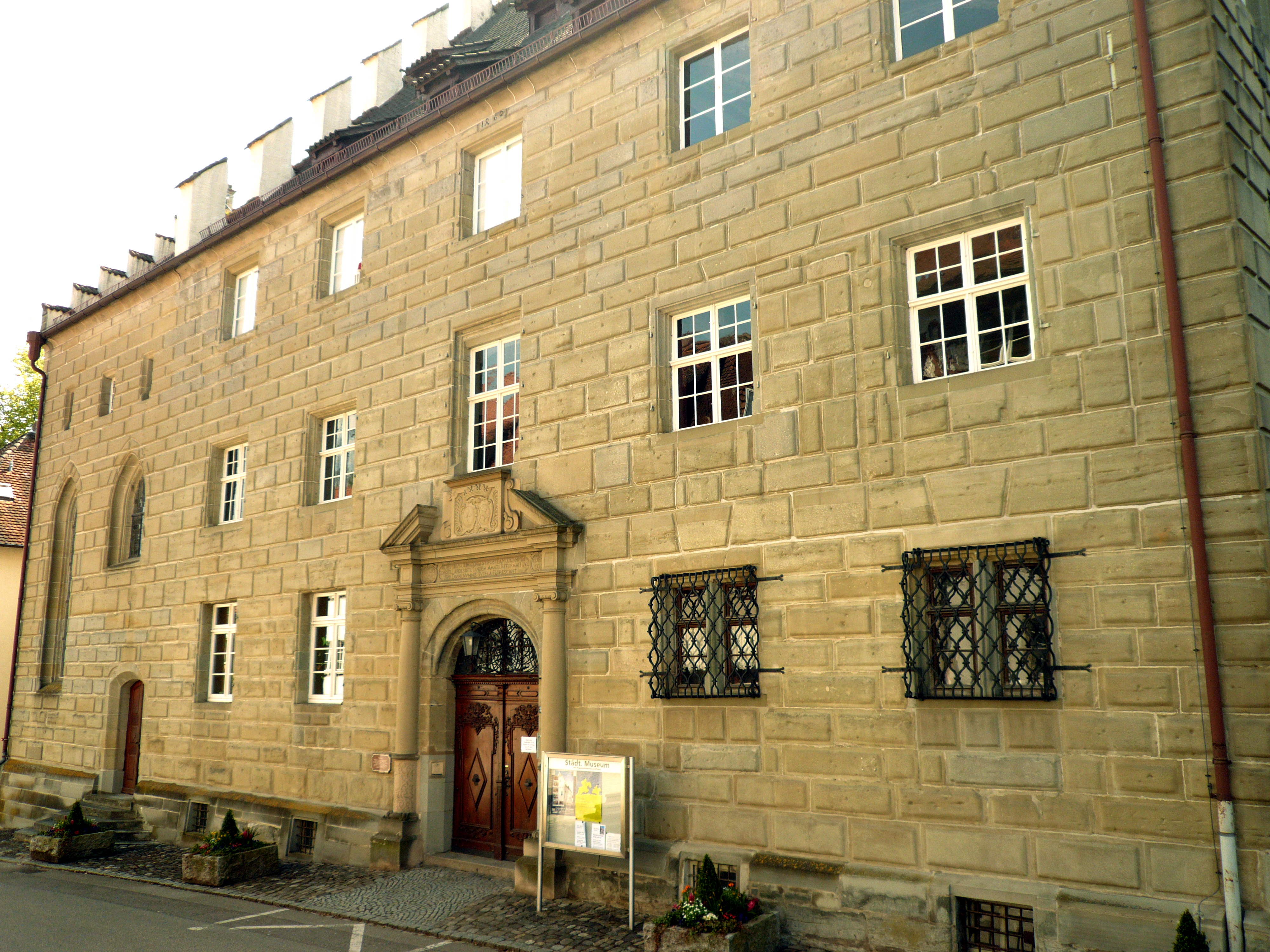
Das Reichlin-von-Meldegg-Haus

1455 zog Andreas Reichlin nach Überlingen, heiratete in eine dortige Ratsfamilie, erhielt 1456 das Überlinger Bürgerrecht und eröffnete im selben Jahr eine Apotheke. Er ließ 1462 das heute Reichlin-von-Meldegg-Haus genannte Gebäude im damals hochmodernen florentinischen Frührenaissance-Stil errichten, welches heute das städtische Museum beherbergt.
Die Familie von Meldegg soll aus dem Kanton St. Gallen stammen. Um 1400 soll der letzte männliche Spross Hans von Meldegg das Familienwappen seinem Freund Jodokus Reichlin übertragen haben, wodurch der Doppelname des schwäbischen Adelsgeschlechts entstanden ist. 1465 ließ sich Andreas Reichlin durch Kaiser Friedrich III. das Meldeggische Wappen bestätigen.
Andreas Reichlin war dreimal verheiratet und hatte fünf Kinder. Als Stadtarzt von Überlingen folgte ihm sein Sohn Matthias († 1510). Sein Sohn Georg († 1487) wurde Stadtamtmann von Überlingen. Und sein Sohn Klemens († 1516) wurde 1484 Bürgermeister von Überlingen, ist ab 1497 als Teilhaber der Großen Ravensburger Handelsgesellschaft genannt und 1498/1500 Bundesrat des Schwäbischen Bundes.

## Philosophische Prägung
Andreas Reichlin von Meldegg war mit Nikolaus von Kues befreundet.

## Tod
Andreas Reichlin von Meldegg ist im Bruderchor des Salemer Münsters beigesetzt.

## Werke
- Regierung und Ordnung wider die Pestilenz
- Pestilenz Büchlein, erschienen um 1450, Neuauflage 1512